# Trávenina

průchod tráveniny žaludkem

Trávenina (chymus) je polotekutá hmota tvořená částečně strávenou potravou, dále vodou, chlorovodíkovou kyselinou a různými trávicími enzymy. Vzniká v žaludku činností žaludečních šťáv a mechanickým zpracováváním v žaludku. 
Trávenina je po 40 minutách až několika hodinách (závisí na druhu a kvantitě jídla) vylučována dále do dvanáctníku. Protože je velmi kyselá (pH 2), hormon cholecystokinin (vylučovaný v dvanáctníku) stimuluje žlučník, aby do střev vyloučil zásaditou žluč. Hormon sekretin, produkovaný na stejném místě, zase indukuje vylučování hydrogenuhličitanu sodného z slinivky břišní. Na konci tenkého střeva už má trávenina pH 7. 